# Rob Flick
Robert „Rob“ Flick (* 28. März 1991 in London, Ontario) ist ein ehemaliger kanadischer Eishockeyspieler, der im Verlauf seiner aktiven Karriere zwischen 2008 und 2024 unter anderem annähernd 300 Spiele in der American Hockey League (AHL) auf der Position des Centers bestritten hat. Darüber hinaus war er in zahlreichen europäischen Ligen aktiv.

## Karriere

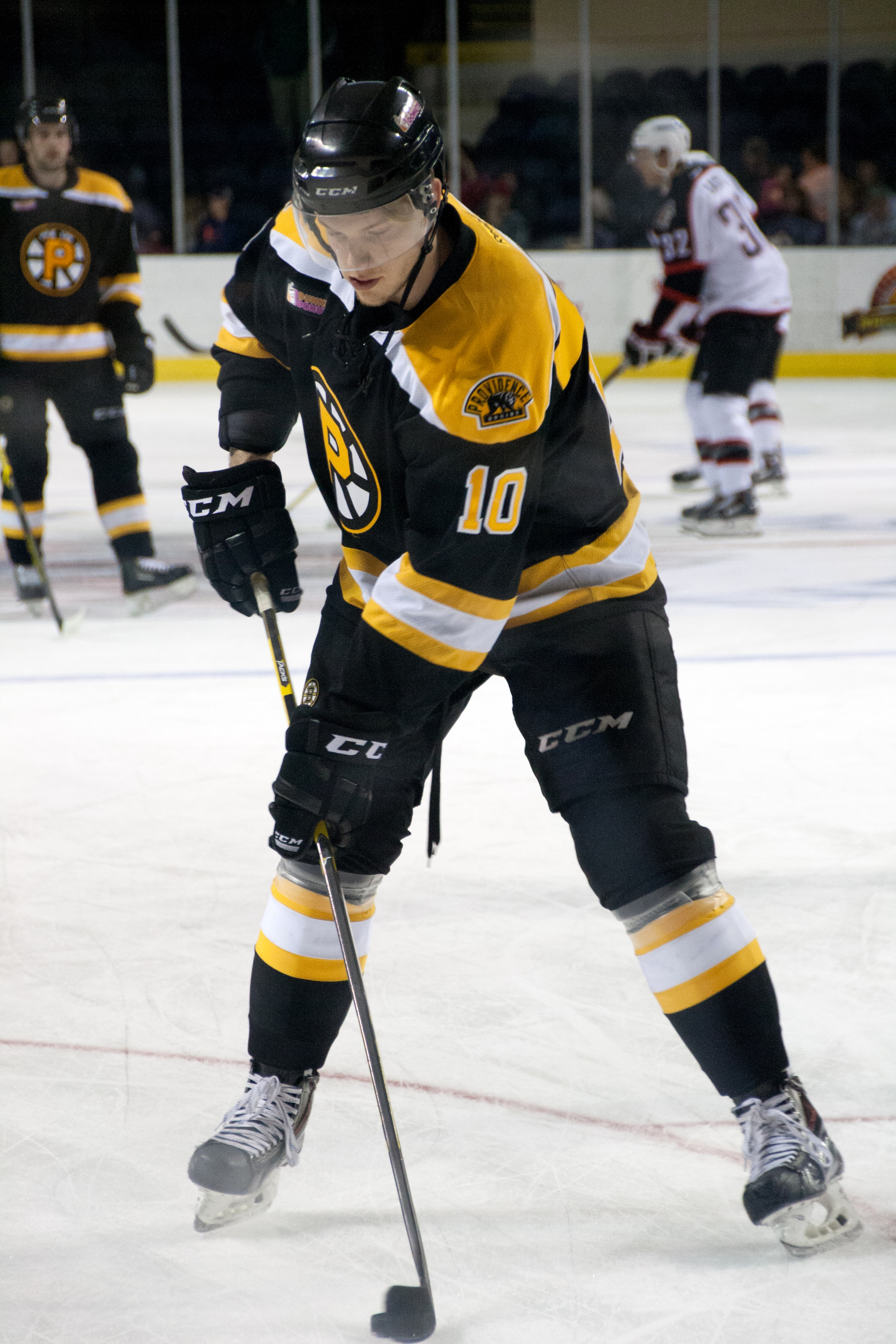
Flick im Trikot der Providence Bruins (2015)

Flick spielte für die London Junior Knights und London Nationals, ehe er 2007 bei der Priority Selection der Ontario Hockey League (OHL) in der fünften Runde an 83. Stelle von den Mississauga St. Michael’s Majors ausgewählt wurde. Daraufhin war er ab der Saison 2008/09 drei Spielzeiten für das OHL-Team aus Mississauga aktiv. Insbesondere in seiner letzten Spielzeit 2010/11 waren die Majors das erfolgreichste Team in der Vorrunde. Das Team erreichte sowohl das OHL-Finale als auch das Finale der drei kanadischen Juniorligen um den Memorial Cup. Im Turnier um den Memorial Cup erzielte Flick dabei zweimal spielentscheidende Tore. Insgesamt kam Flick in 93 Spielen auf 37 Tore, 38 Assists und 213 Strafminuten. Zudem erreichte er in der Hauptrunde eine Plus/Minus-Bilanz von +28. Besonders fiel er jedoch durch sein physisch starkes Spiel auf.
Im Sommer 2011 wurde Flick von den Rockford IceHogs, dem in der American Hockey League (AHL) spielenden Farmteam der Chicago Blackhawks (NHL) unter Vertrag genommen und spielte auch für das ECHL-Farmteam der Blackhawks, Toledo Walleye. Für die folgende Saison 2012/13 konnte er dann einen Entry Level Contract mit der Organisation der Chicago Blackhawks unterzeichnen, von denen er im NHL Entry Draft 2010 ausgewählt worden war. In der Saison wurde er weiterhin bei den IceHogs eingesetzt und zur Saison 2013/14 im Tausch für Maxime Sauvé zur Organisation der Boston Bruins transferiert. Die folgenden zwei Spielzeiten war er für deren AHL-Farmteam Providence Bruins aktiv, bevor er zur Saison 2015/16 ein Angebot der Florida Panthers erhielt, für deren AHL-Vertreter Portland Pirates er diese Spielzeit auflief. Flick wurden allgemein gute physische Möglichkeiten und ein hohes Spielverständnis bescheinigt. Für die Spielzeit 2016/17 war er bei den South Carolina Stingrays in der ECHL aktiv und mit 42 Tore sowie 43 Assists deren erfolgreichster Scorer und Torschütze. Der Verein aus Charleston erreichte das Saisonfinale um den Kelly Cup. Für fünf Spiele war er zudem an die Manitoba Moose (AHL) ausgeliehen worden.
Im Juli 2017 wurde Rob Flick vom EC VSV aus der österreichischen Erste Bank Eishockey Liga (EBEL) unter Vertrag genommen und spielte damit in der Saison 2017/18 erstmals in Europa. Nach einem erfolglosen Saisonverlauf für den Verein aus Villach, trennte man sich jedoch wegen unterschiedlicher Auffassungen über Einsatz, Verhalten und Leistung im Januar 2018 wieder von dem Kanadier. Flick beendete daraufhin die Saison in der slowakischen Extraliga beim HKM Zvolen. Zur Saison 2018/19 wurde er dann von den Eispiraten Crimmitschau aus der zweithöchsten deutschen Eishockeyliga DEL2 verpflichtet. Beim Verein aus Westsachsen etablierte er sich in seiner ersten DEL2-Saison als erfolgreichster Scorer und wurde mit 34 Toren einer der besten drei Torschützen der gesamten Liga. Für die folgende Spielzeit erhielt er Ende September 2019 einen Probevertrag beim amtierenden DEL2-Meister Ravensburg Towerstars. Gleich im ersten Einsatz für seinen neuen Verein erzielte er beim 6:5-Sieg nach Penaltyschießen gegen die Lausitzer Füchse vier Tore. In den weiteren acht Spielen seiner Probezeit folgten zwei weitere Tore, was jedoch nicht zu einer Verlängerung des Vertrages führte. Daher entschied sich Flick für einen Vertrag in der EBEL beim tschechischen Team Orli Znojmo, wo er die Spielzeit beendete.
Zur Saison 2020/21 kehrte der Kanadier wieder in die slowakische Extraliga zurück, wo er die Spielzeit beim ungarischen Teilnehmer DVTK Jegesmedvék begann. Im Saisonverlauf wechselte der Stürmer ins benachbarte Tschechien. Dort war er bis zum Sommer 2022 beim HC Vítkovice in der tschechischen Extraliga aktiv. Es folgte eine abermalige Rückkehr Flicks in die Slowakei zum HK Dukla Trenčín. Nachdem er dort die Spielzeit 2022/23 verbracht hatte, blieb er Dezember 2023 ohne Vertrag, ehe sich die Dragons de Rouen aus der französischen Ligue Magnus seine Dienste sicherten. Im April 2024 gab der 33-Jährige das Ende seiner aktiven Karriere bekannt.

## Karrierestatistik
(Legende zur Spielerstatistik: Sp oder GP = absolvierte Spiele; T oder G = erzielte Tore; V oder A = erzielte Assists; Pkt oder Pts = erzielte Scorerpunkte; SM oder PIM = erhaltene Strafminuten; +/− = Plus/Minus-Bilanz; PP = erzielte Überzahltore; SH = erzielte Unterzahltore; GW = erzielte Siegtore; 1 Play-downs/Relegation; Kursiv: Statistik nicht vollständig)